# Zahid Qurban Alvi
Pour les articles homonymes, voir Alvi.
Zahid Qurban Alvi, né le 21 août 1941 à Karachi, a été Ministre en chef du Sind par intérim pendant la période électorale. Il a été en fonction du 21 mars 2013 au 30 mai 2013.
Il a été nommé par le précédent ministre en chef Qaim Ali Shah et le chef de l'opposition au parlement.